# 2022-es női vízilabda-világbajnokság
A 2022-es női vízilabda-világbajnokság a 15. volt a sportág történetében. A tornát az úszó-világbajnoksággal egyidőben Magyarországon rendezték június 20. és július 2. között. A címvédő az amerikai válogatott volt. A vb-t az amerikai válogatott nyerte, története során hetedik alkalommal, a döntőben a magyar válogatottat győzték le.

## Helyszínek
A világbajnokság mérkőzéseit az alábbi helyszíneken rendezték:
| Budapest                         | Budapest Debrecen Sopron Szeged | Debrecen               |
| Hajós Alfréd Nemzeti Sportuszoda | Budapest Debrecen Sopron Szeged | Debreceni Sportuszoda  |
|                                  | Budapest Debrecen Sopron Szeged |                        |
| Sopron                           | Budapest Debrecen Sopron Szeged | Szeged                 |
| Lőver uszoda                     | Budapest Debrecen Sopron Szeged | Tiszavirág Sportuszoda |
|                                  | Budapest Debrecen Sopron Szeged |                        |

## Résztvevő csapatok
A következő csapatok vettek részt a világbajnokságon:
| Esemény                                                      | Dátum                           | Helyszín | Kvóta | Csapat                                          |
| ------------------------------------------------------------ | ------------------------------- | -------- | ----- | ----------------------------------------------- |
| Rendező                                                      | –                               | –        | 1     | Magyarország                                    |
| 2020-as női vízilabda-világliga                              | 2020. június 14–19.             | Athén    | 1     | Egyesült Államok · Oroszország ·                |
| 2020. évi nyári olimpiai játékok                             | 2020. július 24. – augusztus 7. | Tokió    | 4     | Spanyolország · Ausztrália · Hollandia · Kanada |
| 2020-as női vízilabda-Európa-bajnokság                       | 2020. január 12–25.             | Budapest | 3     | Olaszország · Görögország · Franciaország       |
| 2022-es vízilabda interkontinentális kupa (Amerikai kijutók) | 2022. március 7–13.             | Lima     | 2     | Brazília · Argentína                            |
| Ázsiai résztvevők                                            | –                               | –        | 1     | Kína · Japán · Kazahsztán                       |
| Afrikai résztvevő                                            | –                               | –        | 1     | Dél-afrikai Köztársaság                         |
| Óceániai résztvevő                                           | –                               | –        | 1     | Új-Zéland                                       |
| Szabadkártya                                                 | –                               | –        | 2     | Kolumbia · Thaiföld                             |
| Összesen                                                     |                                 |          | 16    |                                                 |

A világbajnokságról kizárták Oroszországot az Ukrajna elleni invázió miatt.

Kína és Japán visszalépett.

## Sorsolás
A csoportkör sorsolását 2022. április 12-én tartották az M4 Sport stúdiójában. A húzást Vámos Márton és Milák Kristóf végezte el.

### Kiemelés
| 1. kalap                                                     | 2. kalap                                    | 3. kalap                                            | 4. kalap                                                   |
| ------------------------------------------------------------ | ------------------------------------------- | --------------------------------------------------- | ---------------------------------------------------------- |
| Egyesült Államok · Spanyolország · Magyarország · Ausztrália | Hollandia · Kanada · Brazília · Görögország | Argentína · Olaszország · Franciaország · Új-Zéland | Kazahsztán · Kolumbia · Thaiföld · Dél-afrikai Köztársaság |

## Csoportkör
A FINA 2022. március 2-án hagyta jóvá a világbajnokság menetrendjét, a párosítások a sorsolás alapján alakultak ki.
A mérkőzések kezdési időpontjai helyi idő szerint értendők.

### A csoport
| Hely. | Csapat           | M | Gy | D | V | G+ | G– | Gk  | P | Továbbjutás                   |
| ----- | ---------------- | - | -- | - | - | -- | -- | --- | - | ----------------------------- |
| 1.    | Olaszország      | 3 | 2  | 1 | 0 | 48 | 21 | +27 | 5 | Továbbjutott a negyeddöntőbe  |
| 2.    | Magyarország (R) | 3 | 2  | 0 | 1 | 55 | 21 | +34 | 4 | Továbbjutott a nyolcaddöntőbe |
| 3.    | Kanada           | 3 | 1  | 1 | 1 | 36 | 20 | +16 | 3 | Továbbjutott a nyolcaddöntőbe |
| 4.    | Kolumbia         | 3 | 0  | 0 | 3 | 11 | 88 | −77 | 0 |                               |

| 2022. június 20. 19:30 | Kanada               | 7–7         | Olaszország | Hajós Alfréd Nemzeti Sportuszoda, Budapest Játékvezetők: Georgios Stavridis (GRE), Andrew Carney (AUS) |
| 2022. június 20. 19:30 | (2–4, 3–2, 1–1, 1–0) |             |             | Hajós Alfréd Nemzeti Sportuszoda, Budapest Játékvezetők: Georgios Stavridis (GRE), Andrew Carney (AUS) |
| 2022. június 20. 19:30 | McKelvey, Wright 2   | Jegyzőkönyv | Giustini 2  | Hajós Alfréd Nemzeti Sportuszoda, Budapest Játékvezetők: Georgios Stavridis (GRE), Andrew Carney (AUS) |

| 2022. június 20. 21:00 | Magyarország          | 35–4        | Kolumbia  | Hajós Alfréd Nemzeti Sportuszoda, Budapest Játékvezetők: Pascal Bouchez (FRA), Maro Savinović (CRO) |
| 2022. június 20. 21:00 | (8–2, 12–0, 7–0, 8–2) |             |           | Hajós Alfréd Nemzeti Sportuszoda, Budapest Játékvezetők: Pascal Bouchez (FRA), Maro Savinović (CRO) |
| 2022. június 20. 21:00 | Rybanska 6            | Jegyzőkönyv | Vanegas 2 | Hajós Alfréd Nemzeti Sportuszoda, Budapest Játékvezetők: Pascal Bouchez (FRA), Maro Savinović (CRO) |

| 2022. június 22. 19:30 | Kolumbia             | 2–22        | Kanada     | Hajós Alfréd Nemzeti Sportuszoda, Budapest Játékvezetők: Anbar Anbar (KUW), Dion Willis (RSA) |
| 2022. június 22. 19:30 | (1–3, 1–5, 0–7, 0–7) |             |            | Hajós Alfréd Nemzeti Sportuszoda, Budapest Játékvezetők: Anbar Anbar (KUW), Dion Willis (RSA) |
| 2022. június 22. 19:30 | Ortega, Restrepo 1   | Jegyzőkönyv | McKelvey 5 | Hajós Alfréd Nemzeti Sportuszoda, Budapest Játékvezetők: Anbar Anbar (KUW), Dion Willis (RSA) |

| 2022. június 22. 21:00 | Olaszország          | 10–9        | Magyarország | Hajós Alfréd Nemzeti Sportuszoda, Budapest Játékvezetők: Boris Margeta (SLO), Andrew Carney (AUS) |
| 2022. június 22. 21:00 | (3–4, 2–2, 3–1, 2–2) |             |              | Hajós Alfréd Nemzeti Sportuszoda, Budapest Játékvezetők: Boris Margeta (SLO), Andrew Carney (AUS) |
| 2022. június 22. 21:00 | Avegno, Marletta 2   | Jegyzőkönyv | Parkes 3     | Hajós Alfréd Nemzeti Sportuszoda, Budapest Játékvezetők: Boris Margeta (SLO), Andrew Carney (AUS) |

| 2022. június 24. 19:30 | Olaszország           | 31–5        | Kolumbia   | Hajós Alfréd Nemzeti Sportuszoda, Budapest Játékvezetők: Anbar Anbar (KUW), Dion Willis (RSA) |
| 2022. június 24. 19:30 | (5–2, 7–0, 6–2, 13–1) |             |            | Hajós Alfréd Nemzeti Sportuszoda, Budapest Játékvezetők: Anbar Anbar (KUW), Dion Willis (RSA) |
| 2022. június 24. 19:30 | Avegno 6              | Jegyzőkönyv | Restrepo 2 | Hajós Alfréd Nemzeti Sportuszoda, Budapest Játékvezetők: Anbar Anbar (KUW), Dion Willis (RSA) |

| 2022. június 24. 21:00 | Magyarország         | 11–7        | Kanada     | Hajós Alfréd Nemzeti Sportuszoda, Budapest Játékvezetők: Michiel Zwart (NED), Frank Ohme (GER) |
| 2022. június 24. 21:00 | (2–1, 3–3, 4–0, 2–3) |             |            | Hajós Alfréd Nemzeti Sportuszoda, Budapest Játékvezetők: Michiel Zwart (NED), Frank Ohme (GER) |
| 2022. június 24. 21:00 | Keszthelyi 3         | Jegyzőkönyv | McKelvey 3 | Hajós Alfréd Nemzeti Sportuszoda, Budapest Játékvezetők: Michiel Zwart (NED), Frank Ohme (GER) |

### B csoport
| Hely. | Csapat                  | M | Gy | D | V | G+ | G– | Gk  | P | Továbbjutás                   |
| ----- | ----------------------- | - | -- | - | - | -- | -- | --- | - | ----------------------------- |
| 1.    | Egyesült Államok        | 3 | 3  | 0 | 0 | 58 | 12 | +46 | 6 | Továbbjutott a negyeddöntőbe  |
| 2.    | Hollandia               | 3 | 2  | 0 | 1 | 58 | 18 | +40 | 4 | Továbbjutott a nyolcaddöntőbe |
| 3.    | Argentína               | 3 | 1  | 0 | 2 | 16 | 58 | −42 | 2 | Továbbjutott a nyolcaddöntőbe |
| 4.    | Dél-afrikai Köztársaság | 3 | 0  | 0 | 3 | 9  | 53 | −44 | 0 |                               |

| 2022. június 20. 18:00 | Dél-afrikai Köztársaság | 2–24        | Egyesült Államok | Debreceni Sportuszoda, Debrecen Játékvezetők: Megan Perry (NZL), Ivan Raković (SRB) |
| 2022. június 20. 18:00 | (0–7, 0–10, 1–3, 1–4)   |             |                  | Debreceni Sportuszoda, Debrecen Játékvezetők: Megan Perry (NZL), Ivan Raković (SRB) |
| 2022. június 20. 18:00 | Meecham, Zondo 1        | Jegyzőkönyv | Haralabidis 5    | Debreceni Sportuszoda, Debrecen Játékvezetők: Megan Perry (NZL), Ivan Raković (SRB) |

| 2022. június 20. 19:30 | Hollandia            | 29–6        | Argentína | Debreceni Sportuszoda, Debrecen Játékvezetők: Harvey Hinds (CUR), Edgar Baron (COL) |
| 2022. június 20. 19:30 | (8–1, 8–1, 6–2, 7–2) |             |           | Debreceni Sportuszoda, Debrecen Játékvezetők: Harvey Hinds (CUR), Edgar Baron (COL) |
| 2022. június 20. 19:30 | Van de Kraats 5      | Jegyzőkönyv | Ruiz 3    | Debreceni Sportuszoda, Debrecen Játékvezetők: Harvey Hinds (CUR), Edgar Baron (COL) |

| 2022. június 22. 18:00 | Argentína            | 7–6         | Dél-afrikai Köztársaság | Debreceni Sportuszoda, Debrecen Játékvezetők: Adil Aimbetov (KAZ), Edgar Baron (COL) |
| 2022. június 22. 18:00 | (1–1, 1–2, 3–1, 2–2) |             |                         | Debreceni Sportuszoda, Debrecen Játékvezetők: Adil Aimbetov (KAZ), Edgar Baron (COL) |
| 2022. június 22. 18:00 | Leonard 3            | Jegyzőkönyv | Vaughan 2               | Debreceni Sportuszoda, Debrecen Játékvezetők: Adil Aimbetov (KAZ), Edgar Baron (COL) |

| 2022. június 22. 19:30 | Egyesült Államok     | 11–7        | Hollandia                    | Debreceni Sportuszoda, Debrecen Játékvezetők: Ivan Raković (SRB), Megan Perry (NZL) |
| 2022. június 22. 19:30 | (3–2, 3–1, 3–2, 2–2) |             |                              | Debreceni Sportuszoda, Debrecen Játékvezetők: Ivan Raković (SRB), Megan Perry (NZL) |
| 2022. június 22. 19:30 | Musselman 4          | Jegyzőkönyv | Van de Kraats, Moolhuijzen 2 | Debreceni Sportuszoda, Debrecen Játékvezetők: Ivan Raković (SRB), Megan Perry (NZL) |

| 2022. június 24. 18:00 | Egyesült Államok     | 23–3        | Argentína       | Debreceni Sportuszoda, Debrecen Játékvezetők: Harvey Hinds (CUR), Megan Perry (NZL) |
| 2022. június 24. 18:00 | (6–0, 5–0, 6–2, 6–1) |             |                 | Debreceni Sportuszoda, Debrecen Játékvezetők: Harvey Hinds (CUR), Megan Perry (NZL) |
| 2022. június 24. 18:00 | Haralabidis, Weber 4 | Jegyzőkönyv | három játékos 1 | Debreceni Sportuszoda, Debrecen Játékvezetők: Harvey Hinds (CUR), Megan Perry (NZL) |

| 2022. június 24. 19:30 | Hollandia            | 22–1        | Dél-afrikai Köztársaság | Debreceni Sportuszoda, Debrecen Játékvezetők: Ivan Raković (SRB), Edgar Baron (COL) |
| 2022. június 24. 19:30 | (5–1, 4–0, 7–0, 6–0) |             |                         | Debreceni Sportuszoda, Debrecen Játékvezetők: Ivan Raković (SRB), Edgar Baron (COL) |
| 2022. június 24. 19:30 | Moolhuijzen 5        | Jegyzőkönyv | Versfeld 1              | Debreceni Sportuszoda, Debrecen Játékvezetők: Ivan Raković (SRB), Edgar Baron (COL) |

### C csoport
| Hely. | Csapat     | M | Gy | D | V | G+ | G– | Gk  | P | Továbbjutás                   |
| ----- | ---------- | - | -- | - | - | -- | -- | --- | - | ----------------------------- |
| 1.    | Ausztrália | 3 | 3  | 0 | 0 | 47 | 13 | +34 | 6 | Továbbjutott a negyeddöntőbe  |
| 2.    | Új-Zéland  | 3 | 2  | 0 | 1 | 29 | 30 | −1  | 4 | Továbbjutott a nyolcaddöntőbe |
| 3.    | Kazahsztán | 3 | 1  | 0 | 2 | 27 | 40 | −13 | 2 | Továbbjutott a nyolcaddöntőbe |
| 4.    | Brazília   | 3 | 0  | 0 | 3 | 19 | 39 | −20 | 0 |                               |

| 2022. június 20. 18:00 | Új-Zéland            | 12–8        | Brazília | Lőver uszoda, Sopron Játékvezetők: Radu Matache (ROU), Agustin Pinski (ARG) |
| 2022. június 20. 18:00 | (3–3, 5–2, 3–3, 1–0) |             |          | Lőver uszoda, Sopron Játékvezetők: Radu Matache (ROU), Agustin Pinski (ARG) |
| 2022. június 20. 18:00 | McDowall 4           | Jegyzőkönyv | Leão 3   | Lőver uszoda, Sopron Játékvezetők: Radu Matache (ROU), Agustin Pinski (ARG) |

| 2022. június 20. 19:30 | Kazahsztán           | 6–19        | Ausztrália | Lőver uszoda, Sopron Játékvezetők: Kun György (HUN), Chisato Kurosaki (JPN) |
| 2022. június 20. 19:30 | (1–6, 1–9, 3–3, 1–1) |             |            | Lőver uszoda, Sopron Játékvezetők: Kun György (HUN), Chisato Kurosaki (JPN) |
| 2022. június 20. 19:30 | Yeremina 3           | Jegyzőkönyv | Arancini 5 | Lőver uszoda, Sopron Játékvezetők: Kun György (HUN), Chisato Kurosaki (JPN) |

| 2022. június 22. 18:00 | Ausztrália           | 11–2        | Új-Zéland             | Lőver uszoda, Sopron Játékvezetők: Asumi Tsuzaki (JPN), Agustin Pinski (ARG) |
| 2022. június 22. 18:00 | (3–1, 4–1, 3–0, 1–0) |             |                       | Lőver uszoda, Sopron Játékvezetők: Asumi Tsuzaki (JPN), Agustin Pinski (ARG) |
| 2022. június 22. 18:00 | Halligan 3           | Jegyzőkönyv | McDowall, Nicholson 1 | Lőver uszoda, Sopron Játékvezetők: Asumi Tsuzaki (JPN), Agustin Pinski (ARG) |

| 2022. június 22. 19:30 | Brazília             | 6–10        | Kazahsztán         | Lőver uszoda, Sopron Játékvezetők: Radu Matache (ROU), Georgios Stavridis (GRE) |
| 2022. június 22. 19:30 | (2–3, 2–2, 1–1, 1–4) |             |                    | Lőver uszoda, Sopron Játékvezetők: Radu Matache (ROU), Georgios Stavridis (GRE) |
| 2022. június 22. 19:30 | Coutinho 2           | Jegyzőkönyv | Turova, Yeremina 3 | Lőver uszoda, Sopron Játékvezetők: Radu Matache (ROU), Georgios Stavridis (GRE) |

| 2022. június 24. 18:00 | Brazília             | 5–17        | Ausztrália | Lőver uszoda, Sopron Játékvezetők: Kun György (HUN), Asumi Tsuzaki (JPN) |
| 2022. június 24. 18:00 | (1–5, 0–4, 1–5, 3–3) |             |            | Lőver uszoda, Sopron Játékvezetők: Kun György (HUN), Asumi Tsuzaki (JPN) |
| 2022. június 24. 18:00 | Belorio 2            | Jegyzőkönyv | Halligan 5 | Lőver uszoda, Sopron Játékvezetők: Kun György (HUN), Asumi Tsuzaki (JPN) |

| 2022. június 24. 19:30 | Kazahsztán           | 11–15       | Új-Zéland   | Lőver uszoda, Sopron Játékvezetők: Maro Savinović (CRO), Agustin Pinski (ARG) |
| 2022. június 24. 19:30 | (3–4, 5–2, 2–5, 1–4) |             |             | Lőver uszoda, Sopron Játékvezetők: Maro Savinović (CRO), Agustin Pinski (ARG) |
| 2022. június 24. 19:30 | Muravyeva 3          | Jegyzőkönyv | Josephson 4 | Lőver uszoda, Sopron Játékvezetők: Maro Savinović (CRO), Agustin Pinski (ARG) |

### D csoport
| Hely. | Csapat        | M | Gy | D | V | G+ | G– | Gk  | P | Továbbjutás                   |
| ----- | ------------- | - | -- | - | - | -- | -- | --- | - | ----------------------------- |
| 1.    | Görögország   | 3 | 2  | 1 | 0 | 53 | 15 | +38 | 5 | Továbbjutott a negyeddöntőbe  |
| 2.    | Spanyolország | 3 | 2  | 1 | 0 | 58 | 20 | +38 | 5 | Továbbjutott a nyolcaddöntőbe |
| 3.    | Franciaország | 3 | 1  | 0 | 2 | 36 | 41 | −5  | 2 | Továbbjutott a nyolcaddöntőbe |
| 4.    | Thaiföld      | 3 | 0  | 0 | 3 | 11 | 82 | −71 | 0 |                               |

1. 1 2  Spanyolország 10–10 Görögország

| 2022. június 20. 18:00 | Görögország          | 28–1        | Thaiföld    | Tiszavirág Sportuszoda, Szeged Játékvezetők: Helene Painchaud (CAN), Fabio Toffoli (BRA) |
| 2022. június 20. 18:00 | (7–0, 9–0, 5–0, 7–1) |             |             | Tiszavirág Sportuszoda, Szeged Játékvezetők: Helene Painchaud (CAN), Fabio Toffoli (BRA) |
| 2022. június 20. 18:00 | Xenáki 5             | Jegyzőkönyv | Puangtong 1 | Tiszavirág Sportuszoda, Szeged Játékvezetők: Helene Painchaud (CAN), Fabio Toffoli (BRA) |

| 2022. június 20. 19:30 | Franciaország        | 8–18        | Spanyolország | Tiszavirág Sportuszoda, Szeged Játékvezetők: Levan Berishvili (GEO), Raffaele Colombo (ITA) |
| 2022. június 20. 19:30 | (1–4, 3–3, 2–5, 2–6) |             |               | Tiszavirág Sportuszoda, Szeged Játékvezetők: Levan Berishvili (GEO), Raffaele Colombo (ITA) |
| 2022. június 20. 19:30 | Vernoux 4            | Jegyzőkönyv | Forca 5       | Tiszavirág Sportuszoda, Szeged Játékvezetők: Levan Berishvili (GEO), Raffaele Colombo (ITA) |

| 2022. június 22. 18:00 | Spanyolország        | 10–10       | Görögország                | Tiszavirág Sportuszoda, Szeged Játékvezetők: Levan Berishvili (GEO), Veselin Mišković (MNE) |
| 2022. június 22. 18:00 | (2–3, 4–3, 2–2, 2–2) |             |                            | Tiszavirág Sportuszoda, Szeged Játékvezetők: Levan Berishvili (GEO), Veselin Mišković (MNE) |
| 2022. június 22. 18:00 | Ruiz 4               | Jegyzőkönyv | E. Plevrítu, V. Plevrítu 3 | Tiszavirág Sportuszoda, Szeged Játékvezetők: Levan Berishvili (GEO), Veselin Mišković (MNE) |

| 2022. június 22. 19:30 | Thaiföld             | 8–24        | Franciaország | Tiszavirág Sportuszoda, Szeged Játékvezetők: Hélène Painchaud (CAN), Fabio Toffoli (BRA) |
| 2022. június 22. 19:30 | (2–6, 2–7, 0–7, 4–4) |             |               | Tiszavirág Sportuszoda, Szeged Játékvezetők: Hélène Painchaud (CAN), Fabio Toffoli (BRA) |
| 2022. június 22. 19:30 | Puangtong 4          | Jegyzőkönyv | Guillet 6     | Tiszavirág Sportuszoda, Szeged Játékvezetők: Hélène Painchaud (CAN), Fabio Toffoli (BRA) |

| 2022. június 24. 18:00 | Thaiföld              | 2–30        | Spanyolország | Tiszavirág Sportuszoda, Szeged Játékvezetők: Fabio Toffoli (BRA), Veselin Mišković (MNE) |
| 2022. június 24. 18:00 | (0–5, 0–7, 2–11, 0–7) |             |               | Tiszavirág Sportuszoda, Szeged Játékvezetők: Fabio Toffoli (BRA), Veselin Mišković (MNE) |
| 2022. június 24. 18:00 | Puangtong 2           | Jegyzőkönyv | Forca 7       | Tiszavirág Sportuszoda, Szeged Játékvezetők: Fabio Toffoli (BRA), Veselin Mišković (MNE) |

| 2022. június 24. 19:30 | Franciaország        | 4–15        | Görögország     | Tiszavirág Sportuszoda, Szeged Játékvezetők: Hélène Painchaud (CAN), Raffaele Colombo (ITA) |
| 2022. június 24. 19:30 | (1–4, 1–4, 1–3, 1–4) |             |                 | Tiszavirág Sportuszoda, Szeged Játékvezetők: Hélène Painchaud (CAN), Raffaele Colombo (ITA) |
| 2022. június 24. 19:30 | Bouloukbachi 2       | Jegyzőkönyv | három játékos 3 | Tiszavirág Sportuszoda, Szeged Játékvezetők: Hélène Painchaud (CAN), Raffaele Colombo (ITA) |

## Egyenes kieséses szakasz
|  |               |               |               |            |                  |              |               |              |                  |                  |                  |           |               |               |               |           |       |       |
|  | Nyolcaddöntők | Nyolcaddöntők | Nyolcaddöntők |            |                  | Negyeddöntők | Negyeddöntők  | Negyeddöntők |                  |                  | Elődöntők        | Elődöntők | Elődöntők     |               |               | Döntő     | Döntő | Döntő |
|  | Nyolcaddöntők | Nyolcaddöntők | Nyolcaddöntők |            |                  | Negyeddöntők | Negyeddöntők  | Negyeddöntők |                  |                  | Elődöntők        | Elődöntők | Elődöntők     |               |               | Döntő     | Döntő | Döntő |
|  | június 26.    | június 26.    | június 26.    | június 28. | június 28.       | június 28.   |               |              |                  |                  |                  |           |               |               |               |           |       |       |
|  | június 26.    | június 26.    | június 26.    | június 28. | június 28.       | június 28.   |               |              |                  |                  |                  |           |               |               |               |           |       |       |
|  | C2            | Új-Zéland     | 9 (4)         | A1         | Olaszország      | 17           |               |              |                  |                  |                  |           |               |               |               |           |       |       |
|  | C2            | Új-Zéland     | 9 (4)         | A1         | Olaszország      | 17           | június 30.    |              |                  |                  |                  |           |               |               |               |           |       |       |
|  | D3            | Franciaország | 9 (5)         |            |                  |              | Franciaország | 7            |                  |                  |                  |           |               |               |               |           |       |       |
|  | D3            | Franciaország | 9 (5)         |            |                  |              | Franciaország | 7            |                  | Olaszország      | Olaszország      | 6         |               |               |               |           |       |       |
|  | június 26.    | június 26.    | június 26.    | június 28. | június 28.       | június 28.   |               |              |                  | Olaszország      | Olaszország      | 6         |               |               |               |           |       |       |
|  | június 26.    | június 26.    | június 26.    | június 28. | június 28.       | június 28.   |               |              | Egyesült Államok | Egyesült Államok | 14               |           |               |               |               |           |       |       |
|  | C3            | Kazahsztán    | 1             | B1         | Egyesült Államok | 13           |               |              | Egyesült Államok | Egyesült Államok | 14               |           |               |               |               |           |       |       |
|  | C3            | Kazahsztán    | 1             | B1         | Egyesült Államok | 13           |               | július 2.    |                  |                  |                  |           |               |               |               |           |       |       |
|  | D2            | Spanyolország | 14            |            |                  |              | Spanyolország | 8            |                  |                  |                  |           |               |               |               |           |       |       |
|  | D2            | Spanyolország | 14            |            |                  |              | Spanyolország | 8            |                  | Egyesült Államok | Egyesült Államok | 9         |               |               |               |           |       |       |
|  | június 26.    | június 26.    | június 26.    | június 28. | június 28.       | június 28.   |               |              |                  | Egyesült Államok | Egyesült Államok | 9         |               |               |               |           |       |       |
|  | június 26.    | június 26.    | június 26.    | június 28. | június 28.       | június 28.   |               |              | Magyarország     | Magyarország     | 7                |           |               |               |               |           |       |       |
|  | A2            | Magyarország  | 23            | C1         | Ausztrália       | 6            |               |              |                  | Magyarország     | 7                |           |               |               |               |           |       |       |
|  | A2            | Magyarország  | 23            | C1         | Ausztrália       | 6            | június 30.    |              |                  |                  |                  |           |               |               |               |           |       |       |
|  | B3            | Argentína     | 6             |            |                  |              | Magyarország  | 7            |                  |                  |                  |           |               |               |               |           |       |       |
|  | B3            | Argentína     | 6             |            |                  |              | Magyarország  | 7            |                  | Magyarország     | Magyarország     | 13        | Bronzmérkőzés | Bronzmérkőzés | Bronzmérkőzés |           |       |       |
|  | június 26.    | június 26.    | június 26.    | június 28. | június 28.       | június 28.   |               |              |                  | Magyarország     | Magyarország     | 13        | Bronzmérkőzés | Bronzmérkőzés | Bronzmérkőzés |           |       |       |
|  | június 26.    | június 26.    | június 26.    | június 28. | június 28.       | június 28.   |               |              | Hollandia        | Hollandia        | 12               |           |               | július 2.     | július 2.     | július 2. |       |       |
|  | A3            | Kanada        | 7             | D1         | Görögország      | 7            |               |              | Hollandia        | Hollandia        | 12               |           |               | július 2.     | július 2.     | július 2. |       |       |
|  | A3            | Kanada        | 7             | D1         | Görögország      | 7            |               |              |                  |                  |                  |           |               | Olaszország   | Olaszország   | 5         |       |       |
|  | B2            | Hollandia     | 10            |            |                  |              | Hollandia     | 12           |                  |                  |                  |           |               | Olaszország   | Olaszország   | 5         |       |       |
|  | B2            | Hollandia     | 10            |            |                  |              | Hollandia     | 12           |                  | Hollandia        | Hollandia        | 7         |               |               |               |           |       |       |
|  |               |               |               |            |                  |              |               |              |                  | Hollandia        | Hollandia        | 7         |               |               |               |           |       |       |

### Nyolcaddöntők
| 2022. június 26. 14:00 | Kanada               | 7–10        | Hollandia       | Hajós Alfréd Nemzeti Sportuszoda, Budapest Játékvezetők: Raffaele Colombo (ITA), David Gómez (ESP) |
| 2022. június 26. 14:00 | (2–1, 1–2, 2–6, 2–1) |             |                 | Hajós Alfréd Nemzeti Sportuszoda, Budapest Játékvezetők: Raffaele Colombo (ITA), David Gómez (ESP) |
| 2022. június 26. 14:00 | hét játékos 1        | Jegyzőkönyv | három játékos 2 | Hajós Alfréd Nemzeti Sportuszoda, Budapest Játékvezetők: Raffaele Colombo (ITA), David Gómez (ESP) |

| 2022. június 26. 15:30 | Új-Zéland            | 9–9         | Franciaország | Hajós Alfréd Nemzeti Sportuszoda, Budapest Játékvezetők: Georgios Stavridis (GRE), Adil Aimbetov (KAZ) |
| 2022. június 26. 15:30 | (2–1, 3–3, 2–3, 2–2) |             |               | Hajós Alfréd Nemzeti Sportuszoda, Budapest Játékvezetők: Georgios Stavridis (GRE), Adil Aimbetov (KAZ) |
| 2022. június 26. 15:30 | McDowall 5           | Jegyzőkönyv | Dhalluin 4    | Hajós Alfréd Nemzeti Sportuszoda, Budapest Játékvezetők: Georgios Stavridis (GRE), Adil Aimbetov (KAZ) |
| 2022. június 26. 15:30 | Büntetőpárbaj:       |             |               | Hajós Alfréd Nemzeti Sportuszoda, Budapest Játékvezetők: Georgios Stavridis (GRE), Adil Aimbetov (KAZ) |
| 2022. június 26. 15:30 | 4–5                  |             |               | Hajós Alfréd Nemzeti Sportuszoda, Budapest Játékvezetők: Georgios Stavridis (GRE), Adil Aimbetov (KAZ) |

| 2022. június 26. 17:00 | Kazahsztán           | 1–14        | Spanyolország | Hajós Alfréd Nemzeti Sportuszoda, Budapest Játékvezetők: Helene Painchaud (CAN), Harvey Hinds (CUR) |
| 2022. június 26. 17:00 | (0–4, 1–2, 0–7, 0–1) |             |               | Hajós Alfréd Nemzeti Sportuszoda, Budapest Játékvezetők: Helene Painchaud (CAN), Harvey Hinds (CUR) |
| 2022. június 26. 17:00 | Turova 1             | Jegyzőkönyv | Ortiz 4       | Hajós Alfréd Nemzeti Sportuszoda, Budapest Játékvezetők: Helene Painchaud (CAN), Harvey Hinds (CUR) |

| 2022. június 26. 18:30 | Magyarország         | 23–6        | Argentína | Hajós Alfréd Nemzeti Sportuszoda, Budapest Játékvezetők: Dion Willis (RSA), Maro Savinović (CRO) |
| 2022. június 26. 18:30 | (4–0, 7–2, 6–3, 6–1) |             |           | Hajós Alfréd Nemzeti Sportuszoda, Budapest Játékvezetők: Dion Willis (RSA), Maro Savinović (CRO) |
| 2022. június 26. 18:30 | Gurisatti 5          | Jegyzőkönyv | Leonard 3 | Hajós Alfréd Nemzeti Sportuszoda, Budapest Játékvezetők: Dion Willis (RSA), Maro Savinović (CRO) |

### Negyeddöntők
| 2022. június 28. 13:00 | Olaszország          | 17–7        | Franciaország | Hajós Alfréd Nemzeti Sportuszoda, Budapest Játékvezetők: Helene Painchaud (CAN), Maro Savinović (CRO) |
| 2022. június 28. 13:00 | (3–2, 4–1, 6–1, 4–3) |             |               | Hajós Alfréd Nemzeti Sportuszoda, Budapest Játékvezetők: Helene Painchaud (CAN), Maro Savinović (CRO) |
| 2022. június 28. 13:00 | Giustini 6           | Jegyzőkönyv | Guillet 4     | Hajós Alfréd Nemzeti Sportuszoda, Budapest Játékvezetők: Helene Painchaud (CAN), Maro Savinović (CRO) |

| 2022. június 28. 16:00 | Egyesült Államok     | 13–8        | Spanyolország         | Hajós Alfréd Nemzeti Sportuszoda, Budapest Játékvezetők: Georgios Stavridis (GRE), Frank Ohme (GER) |
| 2022. június 28. 16:00 | (3–3, 3–2, 5–3, 2–0) |             |                       | Hajós Alfréd Nemzeti Sportuszoda, Budapest Játékvezetők: Georgios Stavridis (GRE), Frank Ohme (GER) |
| 2022. június 28. 16:00 | Haralabidis 6        | Jegyzőkönyv | Forca, García Godoy 2 | Hajós Alfréd Nemzeti Sportuszoda, Budapest Játékvezetők: Georgios Stavridis (GRE), Frank Ohme (GER) |

| 2022. június 28. 19:30 | Görögország           | 7–12        | Hollandia     | Hajós Alfréd Nemzeti Sportuszoda, Budapest Játékvezetők: David Gómez (ESP), Boris Margeta (SLO) |
| 2022. június 28. 19:30 | (1–3, 2–3, 3–3, 1–3)  |             |               | Hajós Alfréd Nemzeti Sportuszoda, Budapest Játékvezetők: David Gómez (ESP), Boris Margeta (SLO) |
| 2022. június 28. 19:30 | Patra, E. Plevritou 2 | Jegyzőkönyv | Moolhuijzen 4 | Hajós Alfréd Nemzeti Sportuszoda, Budapest Játékvezetők: David Gómez (ESP), Boris Margeta (SLO) |

| 2022. június 28. 21:00 | Ausztrália           | 6–7         | Magyarország | Hajós Alfréd Nemzeti Sportuszoda, Budapest Játékvezetők: Michael Goldenberg (USA), Raffaele Colombo (ITA) |
| 2022. június 28. 21:00 | (3–2, 0–1, 0–2, 3–2) |             |              | Hajós Alfréd Nemzeti Sportuszoda, Budapest Játékvezetők: Michael Goldenberg (USA), Raffaele Colombo (ITA) |
| 2022. június 28. 21:00 | Halligan 3           | Jegyzőkönyv | Keszthelyi 3 | Hajós Alfréd Nemzeti Sportuszoda, Budapest Játékvezetők: Michael Goldenberg (USA), Raffaele Colombo (ITA) |

### A 13–16. helyért
| 2022. június 26. 17:00 | Kolumbia             | 11–14       | Dél-afrikai Köztársaság | Tiszavirág Sportuszoda, Szeged Játékvezetők: Asumi Tsuzaki (JPN), Pascal Bouchez (FRA) |
| 2022. június 26. 17:00 | (3–4, 3–5, 3–3, 2–2) |             |                         | Tiszavirág Sportuszoda, Szeged Játékvezetők: Asumi Tsuzaki (JPN), Pascal Bouchez (FRA) |
| 2022. június 26. 17:00 | Marín, Vanegas 3     | Jegyzőkönyv | MacLeod 4               | Tiszavirág Sportuszoda, Szeged Játékvezetők: Asumi Tsuzaki (JPN), Pascal Bouchez (FRA) |

| 2022. június 26. 18:30 | Brazília             | 12–9        | Thaiföld          | Tiszavirág Sportuszoda, Szeged Játékvezetők: Megan Perry (NZL), Anbar Anbar (KUW) |
| 2022. június 26. 18:30 | (4–1, 4–1, 3–3, 1–4) |             |                   | Tiszavirág Sportuszoda, Szeged Játékvezetők: Megan Perry (NZL), Anbar Anbar (KUW) |
| 2022. június 26. 18:30 | Ferreira 6           | Jegyzőkönyv | Puangton, Turon 4 | Tiszavirág Sportuszoda, Szeged Játékvezetők: Megan Perry (NZL), Anbar Anbar (KUW) |

### A 9–12. helyért
| 2022. június 28. 17:00 | Argentína            | 7–13        | Új-Zéland    | Tiszavirág Sportuszoda, Szeged Játékvezetők: Levan Berishvili (GEO), Radu Matache (ROU) |
| 2022. június 28. 17:00 | (3–3, 2–4, 1–4, 1–2) |             |              | Tiszavirág Sportuszoda, Szeged Játékvezetők: Levan Berishvili (GEO), Radu Matache (ROU) |
| 2022. június 28. 17:00 | Ruiz 3               | Jegyzőkönyv | öt játékos 2 | Tiszavirág Sportuszoda, Szeged Játékvezetők: Levan Berishvili (GEO), Radu Matache (ROU) |

| 2022. június 28. 18:30 | Kanada               | 19–11       | Kazahsztán | Tiszavirág Sportuszoda, Szeged Játékvezetők: Ivan Raković (SRB), Fabio Toffoli (BRA) |
| 2022. június 28. 18:30 | (3–2, 6–3, 5–3, 5–3) |             |            | Tiszavirág Sportuszoda, Szeged Játékvezetők: Ivan Raković (SRB), Fabio Toffoli (BRA) |
| 2022. június 28. 18:30 | három játékos 4      | Jegyzőkönyv | Yeremina 3 | Tiszavirág Sportuszoda, Szeged Játékvezetők: Ivan Raković (SRB), Fabio Toffoli (BRA) |

### Az 5–8. helyért
| 2022. június 30. 14:30 | Franciaország        | 5–18        | Spanyolország  | Hajós Alfréd Nemzeti Sportuszoda, Budapest Játékvezetők: Adil Aimbetov (KAZ), Dion Willis (RSA) |
| 2022. június 30. 14:30 | (1–3, 2–3, 1–5, 1–7) |             |                | Hajós Alfréd Nemzeti Sportuszoda, Budapest Játékvezetők: Adil Aimbetov (KAZ), Dion Willis (RSA) |
| 2022. június 30. 14:30 | öt játékos 1         | Jegyzőkönyv | négy játékos 3 | Hajós Alfréd Nemzeti Sportuszoda, Budapest Játékvezetők: Adil Aimbetov (KAZ), Dion Willis (RSA) |

| 2022. június 30. 19:30 | Ausztrália            | 12–12       | Görögország | Hajós Alfréd Nemzeti Sportuszoda, Budapest Játékvezetők: Raffaele Colombo (ITA), Kun György (HUN) |
| 2022. június 30. 19:30 | (2–2, 4–2, 4–4, 2–4)  |             |             | Hajós Alfréd Nemzeti Sportuszoda, Budapest Játékvezetők: Raffaele Colombo (ITA), Kun György (HUN) |
| 2022. június 30. 19:30 | Leeson-Smith, Ridge 3 | Jegyzőkönyv | Xenaki 4    | Hajós Alfréd Nemzeti Sportuszoda, Budapest Játékvezetők: Raffaele Colombo (ITA), Kun György (HUN) |
| 2022. június 30. 19:30 | Büntetőpárbaj:        |             |             | Hajós Alfréd Nemzeti Sportuszoda, Budapest Játékvezetők: Raffaele Colombo (ITA), Kun György (HUN) |
| 2022. június 30. 19:30 | 4–2                   |             |             | Hajós Alfréd Nemzeti Sportuszoda, Budapest Játékvezetők: Raffaele Colombo (ITA), Kun György (HUN) |

### Elődöntők
| 2022. június 30. 16:00 | Olaszország          | 6–14        | Egyesült Államok | Hajós Alfréd Nemzeti Sportuszoda, Budapest Játékvezetők: Georgios Stavridis (GRE), David Gómez (ESP) |
| 2022. június 30. 16:00 | (0–3, 2–3, 1–4, 3–4) |             |                  | Hajós Alfréd Nemzeti Sportuszoda, Budapest Játékvezetők: Georgios Stavridis (GRE), David Gómez (ESP) |
| 2022. június 30. 16:00 | Avegno, Bianconi 2   | Jegyzőkönyv | öt játékos 2     | Hajós Alfréd Nemzeti Sportuszoda, Budapest Játékvezetők: Georgios Stavridis (GRE), David Gómez (ESP) |

| 2022. június 30. 21:00 | Magyarország         | 13–12       | Hollandia       | Hajós Alfréd Nemzeti Sportuszoda, Budapest Játékvezetők: Maro Savinović (CRO), Frank Ohme (GER) |
| 2022. június 30. 21:00 | (2–3, 4–3, 5–4, 2–2) |             |                 | Hajós Alfréd Nemzeti Sportuszoda, Budapest Játékvezetők: Maro Savinović (CRO), Frank Ohme (GER) |
| 2022. június 30. 21:00 | Leimeter 4           | Jegyzőkönyv | Van de Kraats 5 | Hajós Alfréd Nemzeti Sportuszoda, Budapest Játékvezetők: Maro Savinović (CRO), Frank Ohme (GER) |

### A 15. helyért
| 2022. június 28. 14:00 | Kolumbia             | 6–10        | Thaiföld         | Tiszavirág Sportuszoda, Szeged Játékvezetők: Asumi Tsuzaki (JPN), Agustin Pinski (ARG) |
| 2022. június 28. 14:00 | (2–2, 2–1, 2–2, 0–5) |             |                  | Tiszavirág Sportuszoda, Szeged Játékvezetők: Asumi Tsuzaki (JPN), Agustin Pinski (ARG) |
| 2022. június 28. 14:00 | Restrepo 5           | Jegyzőkönyv | Puengpongsakul 3 | Tiszavirág Sportuszoda, Szeged Játékvezetők: Asumi Tsuzaki (JPN), Agustin Pinski (ARG) |

### A 13. helyért
| 2022. június 28. 15:30 | Dél-afrikai Köztársaság | 8–7         | Brazília   | Tiszavirág Sportuszoda, Szeged Játékvezetők: Megan Perry (NZL), Veselin Mišković (MNE) |
| 2022. június 28. 15:30 | (2–2, 3–3, 0–1, 3–1)    |             |            | Tiszavirág Sportuszoda, Szeged Játékvezetők: Megan Perry (NZL), Veselin Mišković (MNE) |
| 2022. június 28. 15:30 | January 2               | Jegyzőkönyv | Coutinho 3 | Tiszavirág Sportuszoda, Szeged Játékvezetők: Megan Perry (NZL), Veselin Mišković (MNE) |

### A 11. helyért
| 2022. június 30. 17:00 | Argentína            | 6–12        | Kazahsztán | Tiszavirág Sportuszoda, Szeged Játékvezetők: Levan Berishvili (GEO), Edgar Baron (COL) |
| 2022. június 30. 17:00 | (2–4, 1–3, 1–3, 2–2) |             |            | Tiszavirág Sportuszoda, Szeged Játékvezetők: Levan Berishvili (GEO), Edgar Baron (COL) |
| 2022. június 30. 17:00 | Leonard 3            | Jegyzőkönyv | Roga 5     | Tiszavirág Sportuszoda, Szeged Játékvezetők: Levan Berishvili (GEO), Edgar Baron (COL) |

### A 9. helyért
| 2022. június 30. 18:30 | Új-Zéland            | 11–20       | Kanada    | Tiszavirág Sportuszoda, Szeged Játékvezetők: Pascal Bouchez (FRA), Veselin Mišković (MNE) |
| 2022. június 30. 18:30 | (1–4, 1–5, 5–6, 4–5) |             |           | Tiszavirág Sportuszoda, Szeged Játékvezetők: Pascal Bouchez (FRA), Veselin Mišković (MNE) |
| 2022. június 30. 18:30 | Houghton 6           | Jegyzőkönyv | Lekness 4 | Tiszavirág Sportuszoda, Szeged Játékvezetők: Pascal Bouchez (FRA), Veselin Mišković (MNE) |

### A 7. helyért
| 2022. július 2. 13:00 | Franciaország        | 7–16        | Görögország       | Hajós Alfréd Nemzeti Sportuszoda, Budapest Játékvezetők: Veselin Mišković (MNE), Dion Willis (RSA) |
| 2022. július 2. 13:00 | (2–5, 1–3, 2–5, 2–3) |             |                   | Hajós Alfréd Nemzeti Sportuszoda, Budapest Játékvezetők: Veselin Mišković (MNE), Dion Willis (RSA) |
| 2022. július 2. 13:00 | Millot 3             | Jegyzőkönyv | Myriokefalitaki 5 | Hajós Alfréd Nemzeti Sportuszoda, Budapest Játékvezetők: Veselin Mišković (MNE), Dion Willis (RSA) |

### Az 5. helyért
| 2022. július 2. 17:00 | Spanyolország        | 8–5         | Ausztrália   | Hajós Alfréd Nemzeti Sportuszoda, Budapest Játékvezetők: Helene Painchaud (CAN), Ivan Raković (SRB) |
| 2022. július 2. 17:00 | (2–0, 1–1, 3–1, 2–3) |             |              | Hajós Alfréd Nemzeti Sportuszoda, Budapest Játékvezetők: Helene Painchaud (CAN), Ivan Raković (SRB) |
| 2022. július 2. 17:00 | három játékos 2      | Jegyzőkönyv | öt játékos 1 | Hajós Alfréd Nemzeti Sportuszoda, Budapest Játékvezetők: Helene Painchaud (CAN), Ivan Raković (SRB) |

### Bronzmérkőzés
| 2022. július 2. 14:30 | Olaszország          | 5–7         | Hollandia     | Hajós Alfréd Nemzeti Sportuszoda, Budapest Játékvezetők: Maro Savinović (CRO), Georgios Stavridis (GRE) |
| 2022. július 2. 14:30 | (2–1, 2–1, 0–2, 1–3) |             |               | Hajós Alfréd Nemzeti Sportuszoda, Budapest Játékvezetők: Maro Savinović (CRO), Georgios Stavridis (GRE) |
| 2022. július 2. 14:30 | Giustini, Marletta 2 | Jegyzőkönyv | hét játékos 1 | Hajós Alfréd Nemzeti Sportuszoda, Budapest Játékvezetők: Maro Savinović (CRO), Georgios Stavridis (GRE) |

### Döntő
| 2022. július 2. 20:00 | Egyesült Államok     | 9–7         | Magyarország | Hajós Alfréd Nemzeti Sportuszoda, Budapest Játékvezetők: Boris Margeta (SLO), Frank Ohme (GER) |
| 2022. július 2. 20:00 | (2–1, 2–2, 3–1, 2–3) |             |              | Hajós Alfréd Nemzeti Sportuszoda, Budapest Játékvezetők: Boris Margeta (SLO), Frank Ohme (GER) |
| 2022. július 2. 20:00 | Musselman 5          | Jegyzőkönyv | Gurisatti 3  | Hajós Alfréd Nemzeti Sportuszoda, Budapest Játékvezetők: Boris Margeta (SLO), Frank Ohme (GER) |

| A 2022-es női vízilabda-világbajnokság győztese |
| ----------------------------------------------- |
| · Egyesült Államok · 7. cím                     |

## Végeredmény
| Helyezés | Csapat                  |
| -------- | ----------------------- |
| Arany    | Egyesült Államok        |
| Ezüst    | Magyarország            |
| Bronz    | Hollandia               |
| 4.       | Olaszország             |
|          |                         |
| 5.       | Spanyolország           |
| 6.       | Ausztrália              |
| 7.       | Görögország             |
| 8.       | Franciaország           |
|          |                         |
| 9.       | Kanada                  |
| 10.      | Új-Zéland               |
| 11.      | Kazahsztán              |
| 12.      | Argentína               |
|          |                         |
| 13.      | Dél-afrikai Köztársaság |
| 14.      | Brazília                |
| 15.      | Thaiföld                |
| 16.      | Kolumbia                |

## Díjak
A világbajnokság után a következő díjakat osztották ki:
| Gólkirály - Bea Ortiz és Judith Forca – 21 gól MVP - Maddie Musselman Legjobb kapus - Ashleigh Johnson | All-Star csapat - Ashleigh Johnson – kapus - Judith Forca - Bronte Halligan - Keszthelyi Rita - Lola Moohuijzen - Maddie Musselman - Bea Ortiz |